# Hoplocorypha nana
Hoplocorypha nana es una especie de mantis de la familia Thespidae.

## Distribución geográfica
Se encuentra en Uganda y Zululandia.